# اندی هولدسورث
اندی هولدسورث (انگلیسی: Andy Holdsworth؛ زادهٔ ۲۹ ژانویهٔ ۱۹۸۴) بازیکن فوتبال اهل بریتانیا است.
از باشگاه‌هایی که در آن بازی کرده‌است می‌توان به باشگاه فوتبال اولدهام اتلتیک، باشگاه فوتبال مورکم، باشگاه فوتبال آلفرتون تاون، باشگاه فوتبال هادرزفیلد تاون، و باشگاه فوتبال گایزلی اشاره کرد.
وی همچنین در تیم ملی فوتبال Football League U21 بازی کرده‌است.